# IC 461
IC 461 је спирална галаксија у сазвјежђу Рис која се налази на листи објеката дубоког неба у Индекс каталогу.
Деклинација објекта је + 50° 4' 53" а ректасцензија 7h 10m 45,0s. Привидна величина (магнитуда) објекта IC 461 износи 14,9 а фотографска магнитуда 15,7. IC 461 је још познат и под ознакама MCG 8-13-88, CGCG 234-83, PGC 20319.